# Festival cinematografico internazionale di Mosca 1981
La 12ª edizione del Festival cinematografico internazionale di Mosca si è svolta a Mosca dal 7 al 21 luglio 1981.
Il Grand Prix fu assegnato al film brasiliano O homem que virou suco diretto da João Batista de Andrade, al film sovietico Nido di spie diretto da Aleksandr Aleksandrovič Alov e Vladimir Naumovič Naumov e al film vietnamita Il campo abbandonato diretto da Nguyen Hong Sen.

## Giuria
- Stanislav Rostockij ( Unione Sovietica - Presidente della Giuria)
- Juan Antonio Bardem ( Spagna)
- Basu Bhattacharya ( India)
- Jerzy Hoffman ( Polonia)
- Jacques Duqeau-Rupp ( Francia)
- Bata Živojinović ( Jugoslavia)
- Komaki Kurihara ( Giappone)
- Jay Leyda ( Stati Uniti)
- Miguel Littín ( Cile)
- László Lugossy ( Ungheria)
- Nelson Pereira dos Santos ( Brasile)
- Gian Luigi Rondi ( Italia)
- Olzhas Suleimenov ( Unione Sovietica)
- Med Hondo ( Mauritania)
- Lyudmila Chursina ( Unione Sovietica)

## Film in competizione
| Film                                     | Regista                                                 | Nazione                 |
| ---------------------------------------- | ------------------------------------------------------- | ----------------------- |
| Ali au pays des mirages                  | Ahmed Rachedi                                           | Algeria                 |
| Al Qadisiyya                             | Salah Abu Seif                                          | Iraq                    |
| Jeppe på bjerget                         | Kaspar Rostrup                                          | Danimarca               |
| Lumina palidă a durerii                  | Iulian Mihu                                             | Romania                 |
| Der Bockerer                             | Franz Antel                                             | Austria, Germania Ovest |
| Brothers and Sisters                     | Richard Woolley                                         | Regno Unito             |
| Ideiglenes paradicsom                    | András Kovács                                           | Ungheria                |
| O homem que virou suco                   | João Batista de Andrade                                 | Brasile                 |
| Gary Cooper, que estás en los cielos     | Pilar Miró                                              | Spagna                  |
| Derevo Dzhamal                           | Khodzha Kuli Narliyev                                   | URSS                    |
| Diva                                     | Jean-Jacques Beineix                                    | Francia                 |
| Razza selvaggia                          | Pasquale Squitieri                                      | Italia                  |
| For Freedom!                             | Ola Balogun                                             | Nigeria, Regno Unito    |
| Yo Ho Ho                                 | Zako Heskiya                                            | Bulgaria                |
| Fasl-e khoon                             | Habib Kavosh                                            | Iran                    |
| Il fiume di fango (Doro no kawa)         | Kōhei Oguri                                             | Giappone                |
| Belønningen                              | Bjørn Lien                                              | Norvegia                |
| Nostra figlia (Notre fille)              | Daniel Kamwa                                            | Camerun, Francia        |
| Unser kurzes Leben                       | Lothar Warneke                                          | Germania Est            |
| Kalyug                                   | Shyam Benegal                                           | India                   |
| Ćma                                      | Tomasz Zygadło                                          | Polonia                 |
| Yö meren rannalla                        | Erkko Kivikoski                                         | Finlandia               |
| Il campo abbandonato (Canh jong hoang)   | Nguyen Hong Shen                                        | Vietnam                 |
| Guardafronteras                          | Octavio Cortázar                                        | Cuba                    |
| Sentimental (requiem para un amigo)      | Sergio Renán                                            | Argentina               |
| Sezona mira u Parizu                     | Predrag Golubović                                       | Jugoslavia, Francia     |
| De Pretenders                            | Jos Stelling                                            | Paesi Bassi             |
| La seducción                             | Arturo Ripstein                                         | Messico                 |
| Fuga per la vittoria (Escape to Victory) | John Huston                                             | USA                     |
| Bikaya suar                              | Nabil Maleh                                             | Siria                   |
| Nido di spie (Tegeran 43)                | Aleksandr Aleksandrovič Alov e Vladimir Naumovič Naumov | URSS, Francia, Svizzera |
| Trokadero                                | Klaus Emmerich                                          | Germania Ovest, Austria |
| Au revoir... à lundi                     | Maurice Dugowson                                        | Canada, Francia         |
| Mattino nebbioso (Manhã Submersa)        | Lauro António                                           | Portogallo              |
| Pictures                                 | Michael Black                                           | Nuova Zelanda           |
| Khatan-Bator                             | G. Jigjidsuren                                          | Mongolia                |
| Sällskapsresan                           | Lasse Åberg                                             | Svezia                  |
| O anthropos me to garyfallo              | Nikos Tzimas                                            | Grecia                  |
| Ta chvíle, ten okamžik                   | Jiří Sequens                                            | Cecoslovacchia          |
| El caso Huayanay                         | Federico García                                         | Perù                    |

## Premi
- Premio d'Oro:
  - O homem que virou suco, regia di João Batista de Andrade
  - Il campo abbandonato, regia di Nguyen Hong Shen
  - Nido di spie, regia di Aleksandr Aleksandrovič Alov e Vladimir Naumov
- Premi d'Argento:
  - Ideiglenes paradicsom, regia di András Kovács
  - Belønningen, regia di Bjørn Lien
  - Il fiume di fango, regia di Kōhei Oguri
- Premi Speciale:
  - Ali au pays des mirages, regia di Ahmed Rachedi
  - Yo Ho Ho, regia di Zako Heskiya
  - Ta chvíle, ten okamžik, regia di Jiří Sequens
  - Sezona mira u Parizu, regia di Predrag Golubović
- Premi:
  - Miglior Attore: Karl Merkatz per Der Bockerer
  - Miglior Attore: Tito Junco per Guardafronteras
  - Miglior Attore: Roman Wilhelmi per Ćma
  - Miglior Attrice: Mercedes Sampietro per Gary Cooper, que estás en los cielos
  - Miglior Attrice: Maya-Gozel Aimedova per Derevo Dzhamal
- Diploma Speciale:
  - O anthropos me to garyfallo, regia di Nikos Tzimas
  - El caso Huayanay, regia di Federico García
  - Mattino nebbioso, regia di Lauro António
  - Lumina palidă a durerii, regia di Iulian Mihu
  - Yö meren rannalla, regia di Erkko Kivikoski
- Diploma:
  - Attore Giovane: Viktor Chouchkov per Yo Ho Ho
- Premio FIPRESCI: Il campo abbandonato, regia di Nguyen Hong Shen